# Marcelino Carreazo
Marcelino Carreazo Betín (Cartagena de Indias; 17 de diciembre de 1999) es un futbolista colombiano nacionalizado venezolano. Se desempeña como mediocampista. Actualmente juega en el CSKA Sofía de Bulgaria  de la Categoría Primera A liga búlgara.

## Biografía
Marcelino Carreazo nació el 17 de diciembre de 1999 en Cartagena de Indias, Colombia, y es hijo de padre colombiano y madre venezolana, pero vivió su infancia y adolescencia en Venezuela.
Realizó su proceso formativo en la escuela de fútbol del Colegio Santo Tomas de Villanueva, en julio de 2015 y continuó su proceso formativo en el Deportivo Táchira. En enero de 2018 firmó su primer contrato profesional con el Monagas Sport Club. En ese mismo año retornó a Colombia, en donde fue transferido al Once Caldas, debutando profesionalmente en abril del mismo año.

## Once Caldas
Debuta contra el equipo caldense en el año 2018, con el técnico Hubert Bodhert, jugando más de 35 partidos, además de la final de la Copa Colombia, en el que perdería con el conjunto de Atlético Nacional. También fue llamado en ese mismo año a la selección de su país. El día 4 de septiembre de 2022 fue fichado por el CSKA Sofía de Bulgaria.

## Selección nacional
Ha sido recurrentemente convocado a la Selección de fútbol de Colombia (sub-20) por parte del entrenador Arturo Reyes, a su vez hubo contacto de la selección de Venezuela por parte del entrenador Rafael Dudamel pero no se concreto debido a que el primero en convocarlo fue a Selección Colombia, aunque ya había iniciado un proceso que no se concretó.
Marcelino Carreazo rechazó en ese momento cualquier llamado de la Selección de Colombia (sub20), debido a un inconveniente personal. Actualmente puede ser convocado por las dos selecciones.

## Estadísticas
| Club                   | Div                 | Temporada           | Liga  | Liga  | Liga  | Copa Nacional | Copa Nacional | Copa Nacional | Torneo Internacional | Torneo Internacional | Torneo Internacional | Total | Total | Total | Prom. · |
| Club                   | Div                 | Temporada           | Part. | Goles | Asis. | Part.         | Goles         | Asis.         | Part.                | Goles                | Asis.                | Part. | Goles | Asis. | Prom. · |
| ---------------------- | ------------------- | ------------------- | ----- | ----- | ----- | ------------- | ------------- | ------------- | -------------------- | -------------------- | -------------------- | ----- | ----- | ----- | ------- |
| Once Caldas · Colombia | 1.ª                 | 2018                | 26    | 2     | 0     | 9             | 1             | 0             | -                    | -                    | -                    | 35    | 3     | 0     | 0,08    |
| Once Caldas · Colombia | 1.ª                 | 2019                | 24    | 5     | 3     | 2             | 0             | 0             | 2                    | 0                    | 0                    | 28    | 5     | 3     | 0,17    |
| Once Caldas · Colombia | 1.ª                 | 2020                | 20    | 4     | 0     | 2             | 1             | 0             | -                    | -                    | -                    | 22    | 5     | 0     | 0,22    |
| Once Caldas · Colombia | 1.ª                 | 2021                | 35    | 5     | 0     | 1             | 0             | 0             | -                    | -                    | -                    | 36    | 5     | 0     | 0,16    |
| Once Caldas · Colombia | 1.ª                 | 2022                | 6     | 3     | 0     | 0             | 0             | 0             | -                    | -                    | -                    | 6     | 3     | 0     | 0,50    |
| Once Caldas · Colombia | Total               | Total               | 111   | 19    | 3     | 14            | 2             | 0             | 2                    | 0                    | 0                    | 127   | 21    | 3     | 0,15    |
| Total en su carrera    | Total en su carrera | Total en su carrera | 111   | 19    | 3     | 14            | 2             | 0             | 2                    | 0                    | 0                    | 127   | 21    | 3     | 0,15    |